# Dziura w Zawiesistej
Dziura w Zawiesistej – jaskinia, a właściwie schronisko, w Dolinie Chochołowskiej w Tatrach Zachodnich. Wejście do niej znajduje się w Zawiesistej, w pobliżu Wyżniej Bramy Chochołowskiej, na wysokości 1195 metrów n.p.m. Długość jaskini wynosi 5,5 metrów, a jej deniwelacja 1 metr.

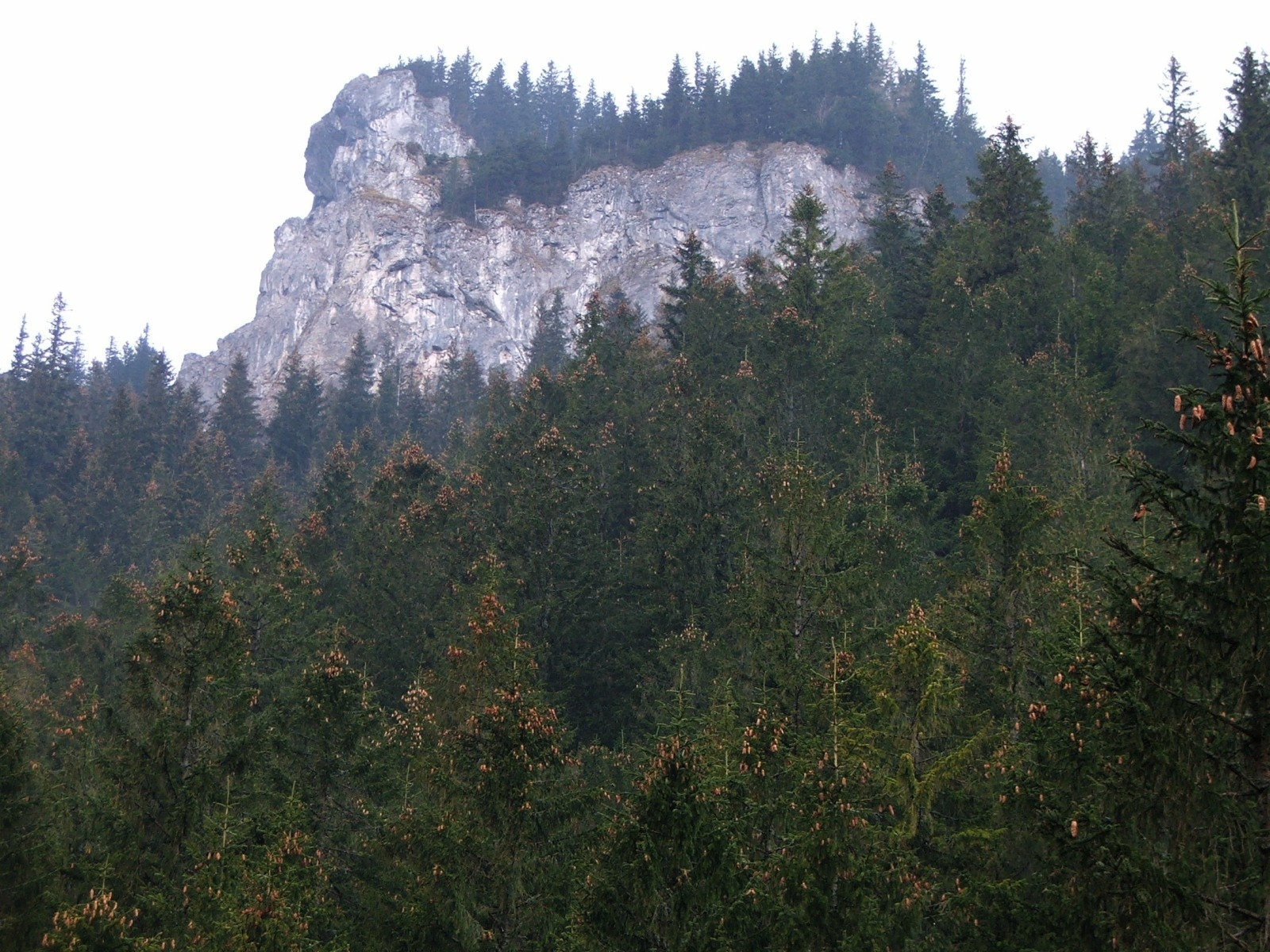
Zawiesista w Dolinie Chochołowskiej

## Opis jaskini
Jaskinię stanowi prawie poziomy, niski i szczelinowy korytarzyk zaczynający się w niewielkim otworze wejściowym, a kończący szczeliną nie do przejścia.
W jaskini brak jest nacieków. Ściany są wilgotne, rosną na nich glony.

## Historia odkryć
Brak jest danych o odkrywcach jaskini. Pierwszą wzmiankę o niej opublikował Z. Wójcik w 1966 roku. Plan i opis sporządził R. M. Kardaś przy pomocy T. Bielskiej i M. Radomyskiej w 1977 roku.